# Malá Poľana
Malá Poľana, russinisch Мала Поляна/Mala Poljana (bis 1927 auch slowakisch Poľana; ungarisch Kispolány – bis 1907 Sztropkópolena) ist eine Gemeinde im Nordosten der Slowakei mit 98 Einwohnern (Stand 31. Dezember 2024), die zum Okres Stropkov, einem Kreis des Prešovský kraj gehört.

## Geographie

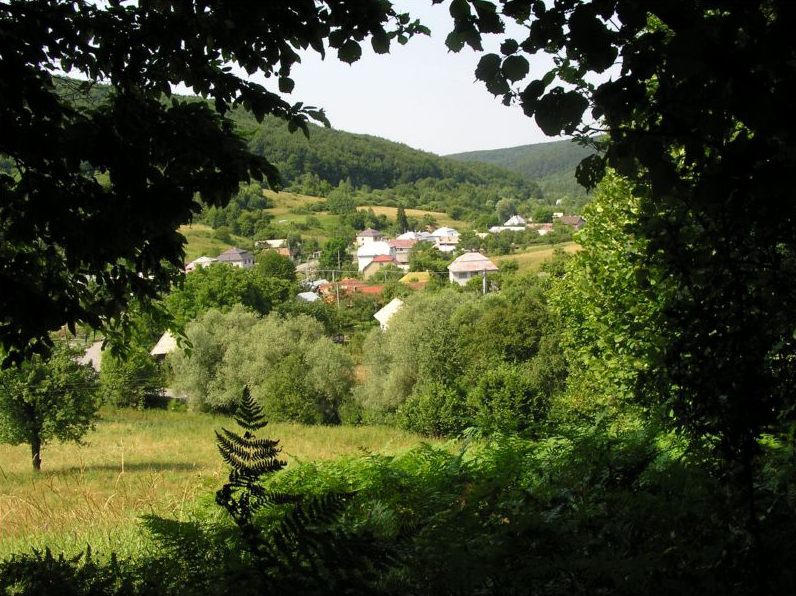
Malá Poľana

Die Gemeinde befindet sich in den Niederen Beskiden im Bergland Laborecká vrchovina, am Bach Poliansky potok, eines Zuflusses der Chotčianka im Einzugsgebiet der Ondava. Das Ortszentrum liegt auf einer Höhe von 339 m n.m. und ist 13 Kilometer von Medzilaborce sowie 19 Kilometer von Stropkov entfernt (Straßenentfernung).
Nachbargemeinden sind Miková im Norden, Rokytovce im Osten, Roškovce im Süden, Havaj im Südwesten und Westen und Vladiča im Nordwesten.

## Geschichte
Malá Poľana wurde zum ersten Mal 1567 als Polyanka schriftlich erwähnt, weitere historische Bezeichnungen sind unter anderen Pauíoua Polyana (1569) und Polena (1773). Bis zum 18. Jahrhundert gehörte das Dorf zur Herrschaft von Stropkov, im 18. und 19. Jahrhundert war es Besitz der Familie Keglevich, gefolgt von der Familie Reuss im 20. Jahrhundert.
1598 wurden 10 Porta verzeichnet, 1715 gab es acht verlassene und sechs bewohnte Haushalte. 1787 hatte die Ortschaft 35 Häuser und 225 Einwohner, 1828 zählte man 40 Häuser und 295 Einwohner. Das Dorf besaß große Garten- und Waldflächen.
Bis 1918 gehörte der im Komitat Semplin liegende Ort zum Königreich Ungarn und kam danach zur Tschechoslowakei beziehungsweise heute Slowakei. In der Zeit der ersten tschechoslowakischen Republik waren die Einwohner als Köhler und  Landwirte beschäftigt. Nach dem Zweiten Weltkrieg pendelte ein Großteil der Einwohner zur Arbeit nach Medzilaborce und Svidník, die örtliche Einheitliche landwirtschaftliche Genossenschaft (Abk. JRD) wurde im Jahr 1960 gegründet.

## Bevölkerung
| Jahr                | 1994 | 2004     | 2014    | 2024     |
| ------------------- | ---- | -------- | ------- | -------- |
| Anzahl der Personen | 134  | 114      | 113     | 98       |
| Unterschied         |      | −14,92 % | −0,87 % | −13,27 % |

| Jahr                | 2023 | 2024    |
| ------------------- | ---- | ------- |
| Anzahl der Personen | 101  | 98      |
| Unterschied         |      | −2,97 % |

Nach der Volkszählung 2011 wohnten in Malá Poľana 113 Einwohner, davon 62 Russinen, 46 Slowaken und ein Mährer. Drei Einwohner bekannten sich zu einer anderen Volksgruppe und ein Einwohner machte keine Angabe zur Ethnie.
75 Einwohner bekannten sich zur griechisch-katholischen Kirche, 22 Einwohner zur orthodoxen Kirche, 11 Einwohner zur römisch-katholischen Kirche und ein Einwohner zur Bahai-Religion. Drei Einwohner bekannten sich zu einer anderen Konfession und bei einem Einwohner wurde die Konfession nicht ermittelt.

## Bauwerke und Denkmäler
- griechisch-katholische Kirche Schutz der allheiligen Gottesmutter aus dem Jahr 1929[6]
- die alte Holzkirche des hl. Nikolaus aus dem Jahr 1759 befindet sich heute im tschechischen Hradec Králové im dortigen Jirásek-Park (tschechisch Jiráskovy sady)[7]

## Verkehr
Durch Malá Poľana führt die Cesta II. triedy 575 („Straße 2. Ordnung“) von Stropkov nach Krásny Brod, im Ort zweigt die Cesta III. triedy 3587 („Straße 3. Ordnung“) nach Miková und Vladiča ab.